# NGC 7653

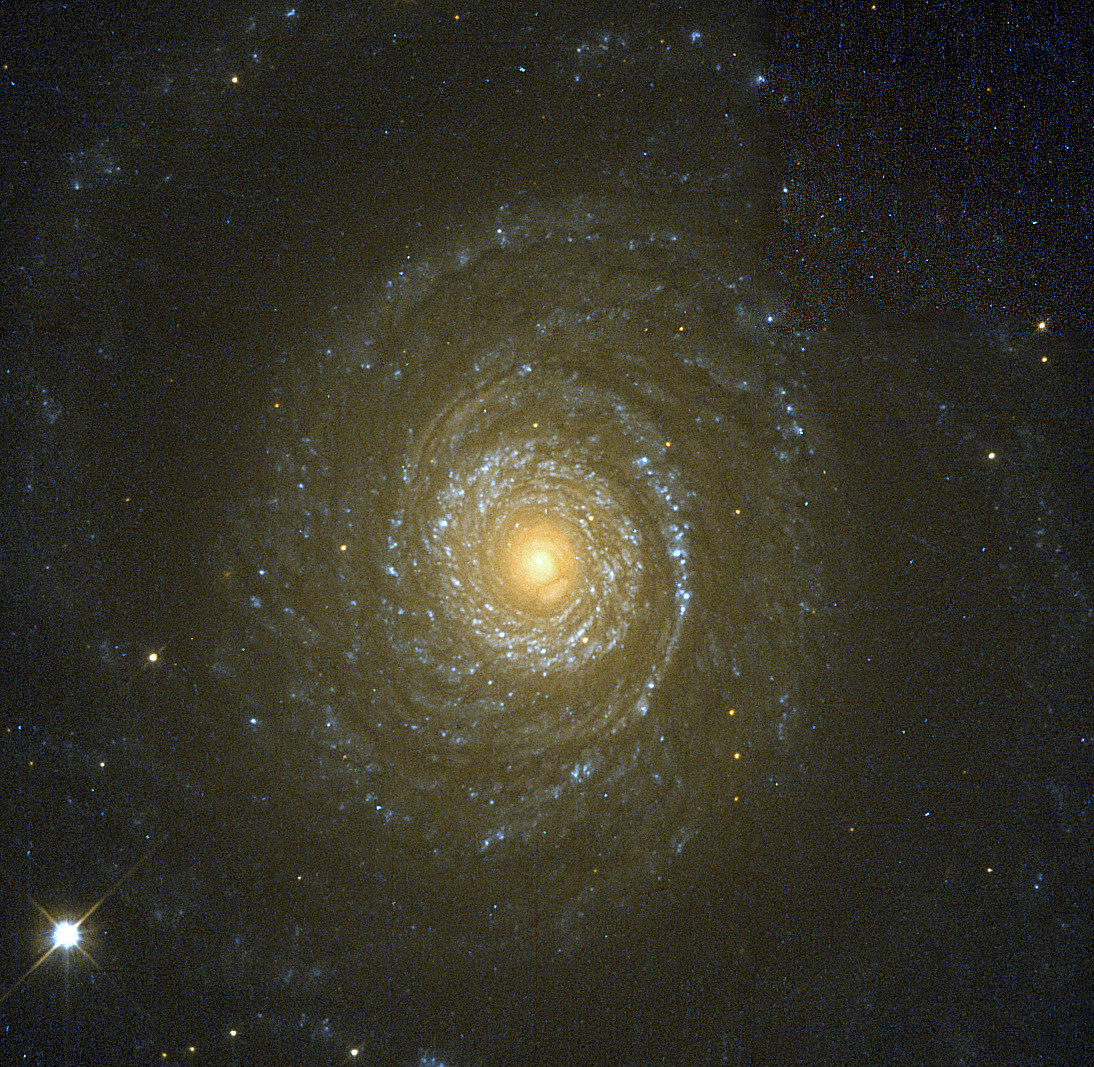
NGC 7653 par le télescope spatial Hubble.

NGC 7653 est une galaxie spirale vue de face et située dans la constellation de Pégase. Sa vitesse par rapport au fond diffus cosmologique est de 3 890 ± 26 km/s, ce qui correspond à une distance de Hubble de 57,4 ± 4,0 Mpc (∼187 millions d'al). NGC 7653 a été découverte par l'astronome britannique John Herschel en 1823.
La classe de luminosité de NGC 7653 est II et elle présente une large raie HI. Selon la base de données Simbad, NGC 7653 est une galaxie LINER, c'est-à-dire une galaxie dont le noyau présente un spectre d'émission caractérisé par de larges raies d'atomes faiblement ionisés.
À ce jour, une seule mesure non basée sur le décalage vers le rouge (redshift) donne une distance d' environ 60,100 Mpc (∼196 millions d'al), ce qui est à l'intérieur des valeurs de la distance de Hubble.

## Supernova
La supernova SN 2015bf a été découverte dans NGC 7650 le 12 décembre 2015 à Yamagata au Japon par l'astronome japonais Koichi Itagaki. Cette supernova était de type II et sa magnitude au moment de sa découverte était de 17,3.